# Kristie Clé
Kristina Mišović, (s psevdonimom Kristie Clé), slovenska pevka zabavne glasbe in plesalka, * 1985
Nastopala je kot Jasmina v muzikalu Alpska saga gledališča Špas Teater, iz katerega je pesem Pleš Slovenka. Pela je na tekmovanjih Miss Universe Slovenije 2007, Miss Casino Kongo 2008, Mister Slovenije 2016 in Mister Slovenije 2018.
Vodila je plesni skupini Mystique showgroup in Covelitte. Pozirala je kot sanjsko dekle za slovenski Playboy leta 2008. Nastopila je kot model v videospotu hrvaške skupine Kumovi. Posodila je glas Daši v sinhronizirani verziji animiranega ruskega filma Maša in Medved.

## Zasebno
Ima sestro.

## Diskografija

### Pesmi
- Ne nosi diamantov (2007) (avtor pesmi: Dare Kaurič, režiser videospota: Jani Pavec)[5]
- Ona se ljubi sama (2007) (avtor pesmi: Dare Kaurič)[15]
- Rekla sem konec (2008)[16]
- Nisem tvoja lutka (2008)[17]
- Zabranjena (2010)[18]
- Change - Gray ft. Kristie Clé (2016)[19]
- Pleš Slovenka - Kristina Mišović in Jernej Čampelj (2017) (avtor pesmi: Aleš Klinar, režiser videospota: Jani Pavec)[3][4]
- Dust (2019)[20]